# South (album)
Pour les articles homonymes, voir South.
Albums de Heather Nova
Wonderlust
(2000) Storm (album)
South est le quatrième album studio d'Heather Nova, sorti en 2001 en Europe et en 2002 aux États-Unis.

## Liste des pistes

### Version européenne (2001)
1. If I Saw You in a Movie - 4:06 (Heather Nova)
2. Talk to Me - 4:05 (Heather Nova)
3. Virus of the Mind - 4:13 (Heather Nova)
4. Like Lovers Do - 4:11 (Heather Nova)
5. Waste the Day - 3:34 (Heather Nova)
6. Heaven Sent - 4:14 (Heather Nova)
7. It's Only Love - 4:34 (Heather Nova)
8. I'm No Angel - 3:58 (Bernard Butler, Heather Nova)
9. Help Me Be Good to You - 3:53 (Heather Nova)
10. When Somebody Turns You On - 3:46 (Heather Nova)
11. Gloomy Sunday - 4:09 (Holman, Javor, Seress)
12. Tested - 3:26 (Heather Nova)
13. Just Been Born - 4:30 (Heather Nova)

### Version américaine
1. Welcome - 4:19 (Armstrong, Campbell, Nova)
2. If I Saw You in a Movie - 4:04 (Heather Nova)
3. Talk to Me - 4:05 (Heather Nova)
4. Heaven Sent - 4:14 (Heather Nova)
5. Help Me Be Good to You - 3:51 (Heather Nova)
6. Like Lovers Do - 4:05 (Heather Nova)
7. Virus of the Mind - 4:13 (Heather Nova)
8. It's Only Love - 4:34 (Heather Nova)
9. When Somebody Turns You On - 3:43 (Heather Nova)
10. Waste the Day - 3:31 (Heather Nova)
11. I'm No Angel - 3:49 (Bernard Butler, Heather Nova)
12. Tested - 3:26 (Heather Nova)
13. Gloomy Sunday - 4:09 (Holman, Javor, Seress)
14. Just Been Born - 4:30 (Heather Nova)

## Musiciens
- Heather Nova - guitare folk, glockenspiel, theremine, voix
- Peter Kvint - guitare folk, guitare électrique, chœurs
- David Ayers - guitare, basse
- Berit Fridahl - guitare
- Mark Goldenberg - guitare
- Paul Pimsler - guitare
- Bryan Adams - guitare, chœurs
- Bernard Butler - guitare, Fender Rhodes
- Corky James - guitare
- Laurie Jenkins - batterie, percussions
- Andreas Dahlback - batterie, tambourin
- Carol Steele - percussions
- Bastian Juel - basse, piano
- Davey Faragher - basse
- Mike Stanzilas - basse
- Jerker Odelholm - basse
- Glen Scott - piano
- Eve Nelson - claviers, programmation
- Felix Tod - programmation
- Art Hodge - programmation
- Simon Nordberg - programmation
- Steve Hansen - programmation
- Jason Mayo - Wurlitzer, programmation
- Wil Malone - arrangement de cordes
- London Session Orchestra - ensemble de cordes